# Hyllisia ochreovittipennis
Hyllisia ochreovittipennis är en skalbaggsart som beskrevs av Stefan von Breuning 1977. Hyllisia ochreovittipennis ingår i släktet Hyllisia och familjen långhorningar. Inga underarter finns listade i Catalogue of Life.